# Sklawinowie

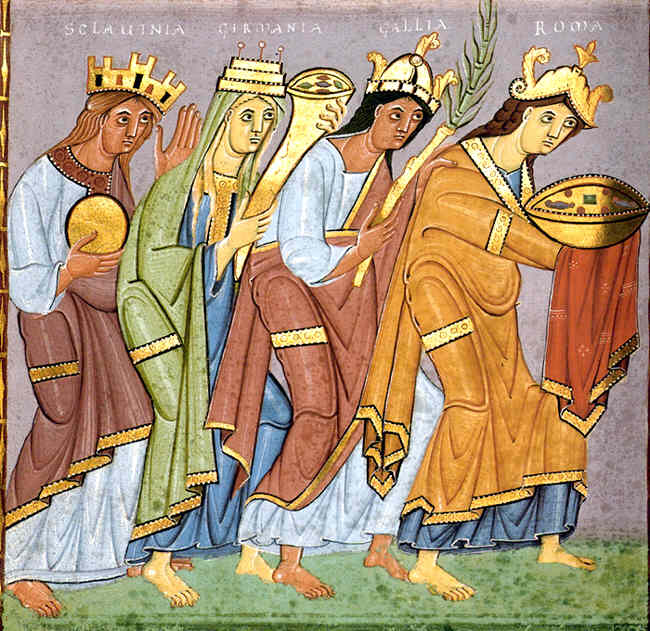
Personifikacja czterech krajów (Sclavinii, Germanii, Galii i Romy) z Ewangeliarza Ottona III; ok. r. 1000.

Sklawinowie, Sklawini, Sklaweni, Sklawenowie (łac. Sclaveni, gr. Σκλαβηνοί Sklabēnoi) – dawna nazwa używana przez pisarzy bizantyjskich na określenie Słowian niezależnie od ich nazw plemiennych, z czasem (VI–VII wiek) zawężona do plemion słowiańskich żyjących pomiędzy Dniestrem a Dunajem i Cisą na terenach współczesnej Rumunii, Mołdawii oraz częściowo Ukrainy i Węgier, w odróżnieniu od zamieszkujących dorzecze Dniepru Antów.
Nazwa Sklawinów pojawiła się w VI w. n.e. w dziele teologicznym Pseudo-Cezariusza z Nazjanzu. Używali jej również Jordanes w swojej Kronice i Prokopiusz z Cezarei. Jordanes pisał, że ludy słowiańskie: pochodzą z jednej krwi i występują obecnie (VI w.) pod trzema nazwami: Wenedów, Antów i Sklawinów. Od początku VI wieku kronikarze greccy coraz częściej wspominają o Sklawinach ze względu na ich rosnący napór na Półwysep Bałkański. W VII w. o Sklawinach "zwanych Winedami" wspomina Fredegar, opisując powstanie państwa Samona.

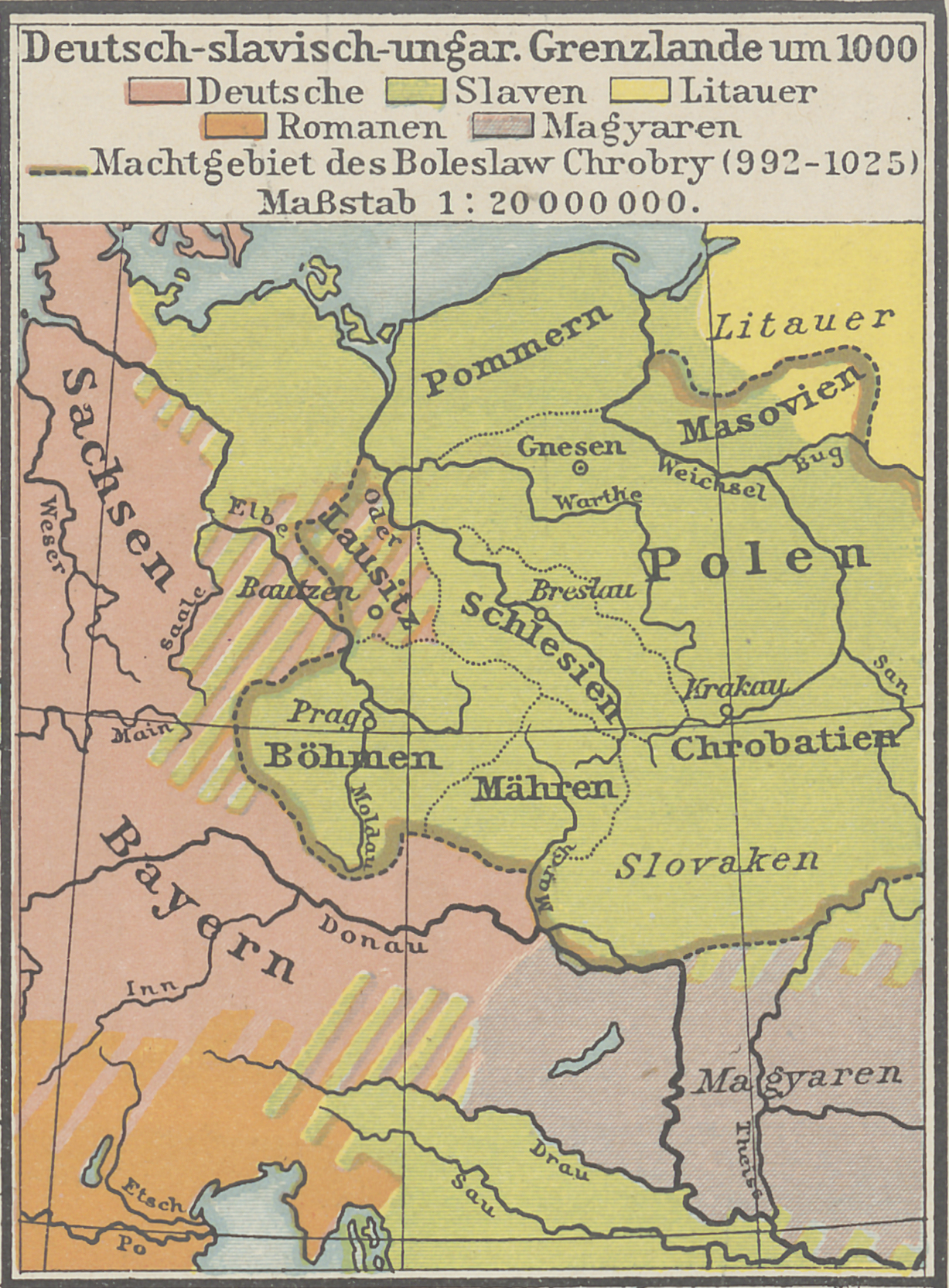
Polska za panowania Bolesława Chrobrego ok. 1000 r.

## Pierwsze najazdy
Pierwsze najazdy sklawińskie na Cesarstwo Bizantyjskie, podejmowane wspólnie z Antami, miały miejsce za panowania cesarza Justyniana I. W 540 roku Sklawini wspólnie z protobułgarskimi Kutigurami dotarli aż do bram Konstantynopola. W 549 roku podjęli samodzielną wyprawę, w trakcie której spustoszyli Ilirię i Trację i dotarli do wybrzeży Morza Egejskiego. W następnym roku wielka liczba Sklawinów, jakiej nigdy nie było wcześniej najechała Dalmację i Trację i po raz pierwszy pozostała w granicach Cesarstwa na zimę. Wysłane przeciw nim wiosną 551 roku wojska bizantyjskie poniosły druzgoczącą klęskę pod Adrianopolem. W 558 roku Antowie i Sklawinowie wzięli udział w wielkim najeździe Kutigurów na Bizancjum docierając do Konstantynopola i przez Termopile w głąb Grecji. W tym czasie liczne grupy Sklawinów osiedlały się w granicach Cesarstwa w charakterze sprzymierzeńców podejmując służbę w armii cesarskiej.

## W przymierzu z Awarami
Kres samodzielnym najazdom Sklawinów na Bizancjum na dłuższy czas położyło pojawienie się w Europie Awarów. Pomiędzy 558 a 560 rokiem podbili oni bułgarskich Kutigurów i Utigurów oraz Antów. W 561 roku osiedlili się wśród Sklawinów dackich, na północ od dolnego Dunaju podporządkowując ich sobie. Panowanie Awarów nad Sklawinami dackimi nie było jednak trwałe. Wykorzystując przesiedlenie się Awarów w 567 roku do Panonii, na tereny Kotliny Panońskiej, Sklawini odmówili płacenia daniny Awarom. Na rozkaz swego wodza Dobręty (Dauritas) zamordowali posłów kagana domagających się zapłaty podatku. Około 578 roku w liczbie, jak podają kronikarze greccy, 100 tysięcy przekroczyli Dunaj i wdarli się aż do Grecji. Cesarz Tyberiusz II zawarł wówczas sojusz z Awarami, a kagan Bajan mszcząc się za śmierć posłów najechał Dację.
Około 574 roku Awarowie wspomagani przez Sklawinów panońskich zdobyli część ziem nad dolną Sawą i środkowym Dunajem. W 579 budowniczowie sklawińscy zbudowali przeprawę przez Sawę, która umożliwiła Awarom w następnych latach podjęcie oblężenia i zdobycie Sirmium (582). Sklawinowie daccy na własną rękę najechali wówczas, pomiędzy 579 a 583 rokiem, Półwysep Bałkański, cztery lata żyjąc w nim zupełnie swobodnie i bez lęku jak we własnej ziemi. Bizancjum zawarło sojusz z Antami, którzy zmusili Sklawinów do częściowego powrotu do Dacji i ponownego pogodzenia się z Awarami. Przyniosło to w rezultacie wzmożenie presji awarsko-słowiańskiej na Bizancjum. W 584 roku w ręce awarskie wpadły twierdze Viminacium, Augusta i Singidunum. W latach 584 i 586 Sklawini dwukrotnie wspólnie z Awarami oblegli Tesalonikę.

## Zajęcie Bałkanów
W 591 roku cesarz Maurycjusz zakończył wojnę z Persją i przerzuciwszy armię na tereny europejskie przeszedł w przymierzu z Antami do działań zmierzających do wyparcia Sklawinów za Dunaj. W odwecie w 593 lub 595 Awarowie najechali Bałkany. Cesarz podjął rokowania z Frankami na temat sojuszu antyawarskiego, czym związał siły awarskie na zachodzie. Pozwoliło to generałowi Priskosowi na przeprowadzenie w 596 roku zwycięskiej kampanii w Dacji na ziemiach Sklawinów. Po kolejnym najeździe awarskim w 598 roku, w następnym roku generał Priskos przeniósł działania wojenne w rejon Cisy i Temeszu, w samo serce Kaganatu awarskiego. Po jedenastu latach walk w 602 roku armia cesarska przekroczyła Dunaj przenosząc działania na tereny sklawińskie. Gdy jednak cesarz wydał rozkaz pozostania na bagiennych terenach naddunajskich na zimę, wojsko podniosło bunt, wyruszyło na Konstantynopol i osadziło na tronie cesarskim swego przywódcę setnika Fokasa. W Cesarstwie wybuchła wojna domowa, a wkrótce potem długoletnia wojna z Persją. Pomiędzy 609 a 615 rokiem Sklawini zalali niemal cały Półwysep Bałkański. Obroniły się Tesalonika i nieliczne miasta wzdłuż wybrzeży Morza Czarnego, Egejskiego, Jońskiego i Adriatyku. Romańska i grecka ludność półwyspu chroniła się w niezdobytych miastach albo ulegała asymilacji. Część opuściła żyzne doliny zajęte przez Słowian i schroniła się w górach, zajmujących wnętrze Półwyspu Bałkańskiego. Porzuciwszy rolnictwo i kupiectwo zajęła się prymitywnym pasterstwem, zachowując jednak swój język romański. Romańską ludność pasterską nazywali Słowianie Włachami. Oprócz romańskich Włachów w górach, głównie albańskich, przetrwały resztki niezromanizowanej ludności iliryjskiej i trackiej, która w przyszłości miała utworzyć lud Albańczyków.

## Rozmieszczenie się plemion sklawińskich na Bałkanach
Po zajęciu półwyspu Sklawini rozpadli się na szereg związków plemiennych.
- Tereny przyszłej Bułgarii naddunajskiej zajęły plemiona Siewierców i Siedmiu Rodów
- W zachodniej Bułgarii w dolinie Timoku zamieszkali Timoczanie.
- Od zachodu graniczyli z nimi zamieszkali w dolinie Morawy Południowej – Morawianie.
- W Macedonii Wardarskiej i nad jeziorami Ochrydzkim i Prespańskim osiedlili się Brsjaci.
- W zachodnich Rodopach – Smolanie.
- Nad Strimonem – Strumianie.
- Na Półwyspie Chalcydyckim – Rinhini.
- W zachodniej części równiny tesalonickiej zamieszkalili Draguwici i Sagudaci.
- Tesalię zajęli Welegezyci.
- Epir – Wajunici.
- Na Peloponezie, w Lakonii, na wzgórzach Tajgetu ulokowali się Jeziercy i Milingowie[13].

Około 625 roku Słowianie pojawili się na wyspach Morza Egejskiego. Oprócz Sklawinów dackich na Bałkanach osiedlili się przypuszczalnie częściowo również Antowie, na co wydają się wskazywać nazwy takich plemion jak Siewiercy czy Smolanie (prawdopodobnie odłamy plemion Siewierzan i Smoleńców). Możliwe, że jednocześnie z napływem Słowian na tereny obecnej Bułgarii, Macedonii i Grecji, jakieś grupy Sklawinów panońskich osiedliły się równocześnie w Dalmacji w rejonie Salony zdobytej w 614 roku przez Awarów.

## Dalsze dzieje Sklawinów
W 626 roku Sklawini wzięli udział w przygotowanym wspólnie przez Awarów i Persów oblężeniu Konstantynopola. Pod Konstantynopol nadciągnęła od zachodu armia złożona z Awarów, Sklawinów, Kutigurów i Gepidów, a od wschodu przez Azję Persowie. Ponieważ Persowie nie dysponowali flotą, decydującym dla powodzenia całej operacji było przewiezienie przez Słowian na łódkach armii perskiej. 10 sierpnia flotylla sklawińskich łódek tzw. jednodrzewek podjęła próbę przebicia się na drugi brzeg, została jednak rozbita przez flotę grecką. Po tej klęsce Słowianie opuścili obóz perski, a Persowie zawrócili do siebie. Był to koniec współdziałania sklawińsko-awarskiego. W Kaganacie wybuchło powstanie słowiańskie, potem wojna domowa i państwo awarskie na dłuższy czas pogrążyło się w kryzysie.
Plemiona tworzące Sklawinie na Półwyspie Bałkańskim nie połączyły się w większy organizm państwowy wchodząc jedynie doraźnie w luźne związki międzyplemienne. Około 670 roku związek taki utworzył rex Prebąd (Prebundus) władca plemienia Rinhinów celem opanowania Sołunia. Prebąd został na rozkaz cesarza uwięziony w czasie pobytu w Sołuniu i stracony w 674 roku. Stworzony przez niego związek Rinhinów, Strumian i Sagudatów obległ Tesalonikę, do oblegających przyłączyli się Draguwici, natomiast Welegezyci wzięli stronę Greków. Przed decydującym atakiem na Sołuń wycofali się również Strumianie i przedsięwzięcie zakończyło się niepowodzeniem, podobnie jak podjęta w trzy lata później kolejna próba zdobycia Sołunia. Była to ostatnia wspólna akcja ofensywna Sklawinów.
W 680 roku do Bułgarii naddunajskiej za uciekającą armią bizantyńską wtargnęli Protobułgarzy Asparucha. Plemiona Siewierców i Siedmiu Rodów, częściowo przesiedlone przez Asparucha, utworzyły w sojuszu z Protobułgarami Bułgarię. Z czasem Protobułgarzy zostali całkowicie zasymilowani przez Słowian, a utworzone wspólnie państwo dało początek ludowi Bułgarów.
W Macedonii i Grecji do ofensywy przeszli cesarze bizantyńscy. W szeregu wypraw zbrojnych (658, 688, 804) narzucali Sklawinom obowiązek płacenia trybutu i dostarczania posiłków zbrojnych. Wielkie masy Słowian przesiedlone zostały do Azji, skąd na ich miejsce cesarze sprowadzili kolonistów greckich, armeńskich i syryjskich. W IX wieku zarząd nad Sklawiniami objęli, zamiast książąt rodzimych, namiestnicy cesarscy tytułowani archontami, a podporządkowane im plemiona przyjęły chrzest. W IX wieku tereny Macedonii stały się przedmiotem rywalizacji bizantyńsko-bułgarskiej. Ostatecznie Macedonię Wardarską i Albanię opanował około połowy IX wieku chan bułgarski Presjan-Zwinica tworząc z nich prowincje: Kutmiczewicę obejmującą Albanię i ziemie macedońskich Brsjaków oraz Strumicę we wschodniej części Macedonii Wardarskiej.

Sklawenowie są po raz pierwszy wzmiankowani w kronice Getica rzymskiego kronikarza opisującego m.in. ziemie późniejszych Słowian - Jordanesa:
"Sklawenowie zamieszkują od miasta Nowietunum i jeziora zwanego Mursiańskim aż do Danastru [Dniestr], a na północ aż do Wiskli; ci w miejsce miast mają błota i lasy"
Ruski kronikarz Nestor z Kijowa dał jedno z wczesnych świadectw obecności Słowian na terenie obecnej Polski w kronice napisanej ok. 1113 Powieść minionych lat. Wszystkich Słowian zachodnich mieszkających zarówno w rejonie Warty (Polanie), dolnej Odry (Lutycy), jak i środkowej Wisły (Mazowszanie i dolnej Wisły (Pomorzanie) wywodził od ludu Lachów (Lechitów, którzy mieli przenieść się z terenów naddunajskich.
"sowieni że owi priszedsze siedosza na Wisle, i prozwaszasja lachowie, a ot tiech lachow prozwaszasja polanie, lachowie druzii luticzi, ini mazowszanie, ini pomorianie" 
Pełny fragment kroniki Nestora w przełożeniu na język polski brzmi:
"Gdy bowiem Wołosi naszli na Słowian naddunajskich i osiadłszy pośród nich ciemiężyli ich, to Słowianie ci przyszedłszy, siedli nad Wisłą i przezwali się Lachami, a od tych Lachów przezwali się jedni Polanami, drudzy Lachowie Lutyczami, inni Mazowszanami, inni – Pomorzanami". – Nestor z Kijowa – Powieść minionych lat kronika napisana ok. 1113

## Wodzowie Sklawinów
- Ardagast
- Musokios
- Hacon
- Pirogost
- Prebud
- Dobręta